# Orchha (Staat)

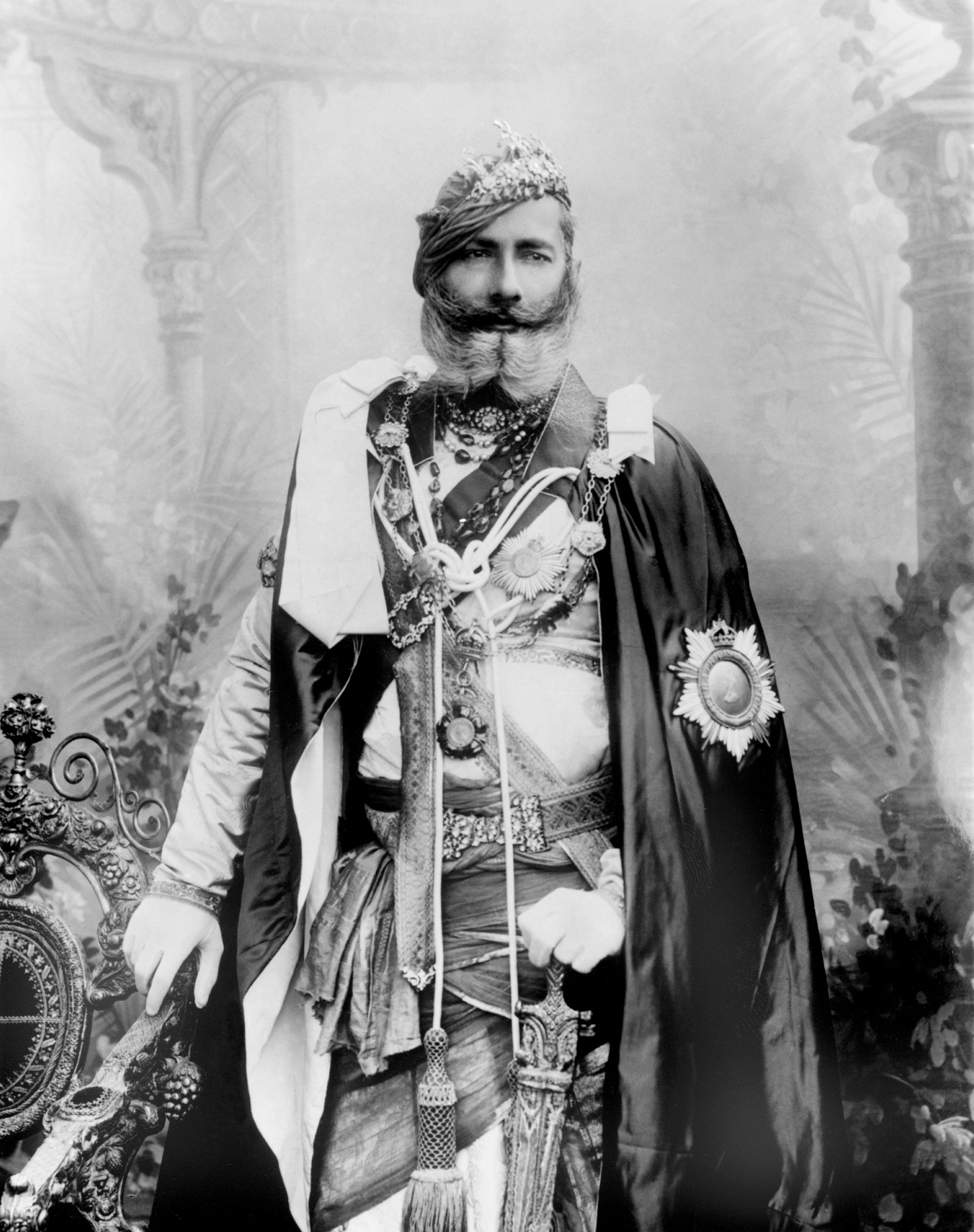
Maharadscha Pratap Singh

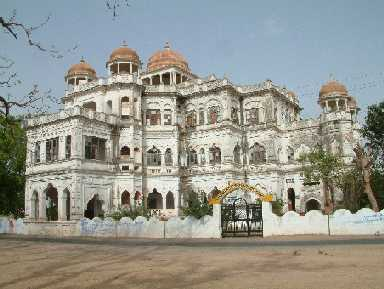
Palast in Tikamgarh (ehemals Tehri)

Orchha war ein Fürstenstaat in der Region Bundelkhand von Britisch-Indien. Namensgebend war der Ort Orchha. Das Land hatte 1941 einschließlich einer Exklave bei Aurangabad eine Fläche von 5387 km² und 361.000 Einwohner.

## Geschichte
Der Sage nach entstand der Fürstenstaat bereits um 1250, doch der erste bedeutende Raja war Rudra Pratap Singh (reg. 1501–1531), der auch die Palastfestung von Orchha erbaute. Im Jahr 1626 entstand durch Erbteilung das Fürstentum Datia. Orchha wurde weder von den Großmoguln noch von den Marathen unterworfen, aber Raja Udwat Singh (1689–1735) musste die Marathen gegen den Großmogul um Hilfe bitten und ihnen 1732 einen großen Teil seines Landes mit Jhansi abtreten. Raja Vikramajit (reg. 1776–1817) verlegte die Hauptstadt nach Tehri (Tikamgarh). Von 1812 bis 1947 war Orchha britisches Protektorat. Raja Hamir Singh (reg. 1848–1874) wurde im Jahr 1865 zum Maharadscha erhoben.
Am 4. April 1948 schloss sich Orchha der Fürstenunion Vindhya Pradesh an und vollzog am 1. Januar 1950 den Anschluss an Indien. Am 1. November 1956 wurden alle Fürstenstaaten aufgelöst und Vindhya Pradesh dem Bundesstaat Madhya Pradesh einverleibt.

## Sehenswürdigkeiten
Die sehenswertesten historischen Bauten (Raja Mahal, Chaturbhuj-Mandir etc.) befinden sich allesamt in Orchha, aber auch der im 19. Jahrhundert errichtete Palast in Tikamgarh verdient Beachtung.

## Sonstiges
Der Staat hatte von 1913 bis 1950 ein Postwesen mit eigenen Briefmarken.